# Antoniucci Volti
Antoniucci Volti, pseudonyme d'Antoniucci Voltigerno, est un sculpteur, dessinateur et lithographe français d'origine italienne, né le 1er janvier 1915 à Albano Laziale (Latium) et mort le 14 décembre 1989 dans le 14e arrondissement de Paris. Sa sculpture de tradition figurative s'inscrit dans la lignée d'Aristide Maillol.

## Biographie

### Jeunesse
Antoniucci Voltigero, dit Antoniucci Volti, est né le 1er janvier 1915 à Albano Laziale. Sa famille est originaire de Pérouse (Italie). Son père était tailleur de pierre professionnel. Il s'installe à Villefranche-sur-Mer dès 1905 et est naturalisé français. Il retourne cependant en Italie, où naît son fils, puis, après la naissance, il prend définitivement résidence à Villefranche en 1920.
À la suite du décès précoce de sa mère, le jeune Volti est pris en charge par son père et ses trois oncles également artisans, tailleurs de pierre et ébéniste. Très doué manuellement, il obtient une dérogation à 13 ans pour intégrer l’Ecole nationale des arts Décoratifs de Nice (devenu Villa Arson en 1970).
A 16 ans, il reçoit une médaille d’or à la foire de Marseille avec deux-bas reliefs polychromes. Ce prix lui ouvre l’année suivante, en 1932, les portes de l’Ecole nationale supérieure des beaux-arts de Paris dans l’atelier de Jean Boucher. Durant cette période, il travaille tous les après-midis pour vivre, faisant des moulages, de la peinture en bâtiment, des décorations diverses. Il obtient différents prix de l'Ecole des Beaux Arts de Paris et de l'Institut de France (prix Roux, Prix Lemaire-Bridau).
En 1936, obtient le premier second grand prix de Rome avec l’oeuvre le Martyre chrétien.
Afin de perfectionner son savoir, il fréquente en parallèle l’académie de la Grande Chaumière. Il y rencontre sa future épouse Antoinette Menant, fille du peintre et sculpteur Julien-Michel Menant mort sur le champ de bataille, en 1915. Antoinette et ses deux sœurs, dont Claudie Fayein, sont élevées par leur grand-père le sculpteur et académicien Jules Coutan.
Volti et Antoinette se marient en 1936 et auront deux fils Pierre Antoniucci et Nicolas Antoniucci nés respectivement en 1943 et 1945.
De 1937 à 1939, il fait son service militaire. En 1939, la Seconde guerre mondiale éclate. Volti est mobilisé. Il est fait prisonnier de guerre en 1940.

### La Seconde Guerre mondiale
La captivité le conduit au stalag VII A, à Moosburg en Bavière. Il y fait la rencontre du peintre Alfred Gaspart, de quinze ans son ainé. Une amitié solide et durable se noue entre les deux hommes. Ils travaillent ensemble et dessinent intensément les scènes de la vie quotidienne au camp. Continuant de travailler avec acharnement, Volti y réalise, entre autres, quatre bas-reliefs en marbre représentant le Rhône, le Rhin, la Seine et la Loire. Après la guerre et avec son accord, ces bas-reliefs sont assemblés en fontaine par la commune de Moosburg pour devenir le mémorial dédié aux prisonniers de guerre.
En 1943, Volti malade est rapatrié en France. Il rapporte avec lui ses dessins ainsi que ceux de son compagnon Alfred Gaspart.
De retour à Paris et grâce à cette rencontre de captivité, l’univers de Volti se déploie. Il fait la connaissance de la modiste Paule Gaspart, sœur de son ami, et entre dans un cercle littéraire avec des  écrivains et poètes tels André Salmon, Jean Follain ou Pierre Albert-Birot.
À l’automne 1943, une bombe envoyée par les alliés sur Paris, tombe sur son atelier au 5 rue Jean Ferrandi. Même s'il est épargné physiquement, tout son passé artistique est détruit. Antoniucci Volti commence alors véritablement sa carrière de sculpteur et signe désormais ses œuvres « Volti ».

### L’Après-guerre
En 1945, Volti reçoit sa première commande de l’Etat pour la ville de Colombes. En 1946, Il fait sa première exposition particulière à la Galerie Breteau. En 1947 et 1948, l’artiste réalise une statue pour l’église Notre-Dame-du-Vœu à Paris, et le monument de Coutances. Puis, il réalise le Buste de Léonard qui sera acquis par les Musées de la ville de Paris et Groupe de baigneuses en terre cuite pour le Musée Matisse du Cateau-Cambresis. Il expose aux salons de Mai, aux Tuileries et au salon d’Automne à Paris.
En 1950, il est nommé professeur de sculpture sur bois à l’École nationale supérieure des arts appliqués et des métiers d'art de Paris. Cette même année, il fait une exposition Galerie Claude et devient l’un des membres fondateurs du Comité du « Salon de la Jeune Sculpture » ou il y exposera régulièrement chaque année. Volti participe également, à l’exposition "Permanence de la forme" organisée par Jean Bouret à la Galerie de la Boétie, à l’exposition  "Le Nu de Rodin à nos jours" à la Maison de la Pensée Française, ainsi qu'à une autre exposition internationale en Belgique.
« Volti est en quelques sortes un architecte de la sensualité, un architecte des formes féminines. Ce qui frappe à première vue dans ses œuvres, c’est leur ordonnance, la liberté de leur trait et de leur volume, comment la vie, la vérité s’inscrivent dans une sorte de moule géométrique, à tel point que, vues sous certains angles, ses sculptures pourraient passer pour être complètement abstraites. Mais le rapport humain s’y découvre aussitôt, par le jeu des volumes, la finesse des passages, des attaches, finesse toute amoureuse, toute sensuelle d’ailleurs. » 

### Carrière et Expositions
1952 : Volti réalise la sculpture Harmonie qui entrera au Musée national d’Art moderne. Il exécute une décoration pour le sanatorium d’Abreschviller en Moselle et fait une exposition particulière au Centre des relations internationales.
1953 : Exposition particulière Galerie Chardin, rue de seine à Paris. Le musée d’Albi achète une petite Baigneuse en bronze. Volti sculpte l’Eté pour le Musée de Menton. Il réalise une décoration pour le groupe scolaire de Salins-les-Bains. Il est invité au salon « Peintres Témoins de leur Temps » où il sera réinvité les années suivantes. Il participe aussi à la biennale de Bruxelles en Belgique.
En 1958, la ville de Menton lui commande une sculpture, la Déesse aux fruits d’or.  En 1961, la ville de Nice installe deux sculptures monumentales, l'une, promenade des Anglais devant le Palais de la Méditerranée, La Méditerranée en bronze et l'autre, jardin Albert Premier, Les Trois grâces en pierre.
En 1972, le Musée d'Art moderne André-Malraux du Havre présente un ensemble rétrospectif de sculptures et de dessins de Volti. Le catalogue contient une préface de Geneviève Testanière, conservatrice des musées du Havre, qui écrit :  « L’œuvre de Volti nous propose une méditation paisible, qui se développe suivant sa nécessité propre, indépendante des modes, en quelque sorte hors du temps. N’est ce pas l’esprit du classicisme ? » 
La galerie Katia Granoff lui consacre des expositions monographiques à plusieurs reprises. Katia Granoff dira de lui dans ses Mémoires : « Si je devais définir en quelques mots l’art de Volti, je dirais qu’il est essentiellement méditerranéen, car il est l’héritier d’un patrimoine où le sensuel et le spirituel se fondent dans une perfection intemporelle. » 
En 1975, Volti crée des bas relief en béton monumentaux sur le thème des 5 continents pour l'Aéroport de Roissy- Charles de Gaulle (Terminal Roissy 1).
En 1981 : création de la Fondation-Musée Volti. Bien que demeurant à Paris, Volti, enfant de Villefranche sur mer, reste très attaché à sa ville. Au lendemain de la Seconde guerre mondiale, le 24ème bataillon de chasseurs alpins quitte la citadelle Saint-Elme à Villefranche sur mer. La citadelle abandonnée se dégrade. Un projet de restauration est entrepris par la commune sous l’égide de son maire, Joseph Calderoni, ami d’enfance de l’artiste. L’Hotel de ville y est installé en 1981, les projets culturels foisonnent. Grâce à différents mécènes et de multiples soutiens, les oeuvres de Volti se lovent dans les casemates de la citadelle, bastion de la Turbie. Réelle consécration du vivant de l’artiste, la fondation-Musée Volti voit le jour.
En 1985, la ville de Nice fait l'acquisition de la sculpture monumentale en cuivre martelé Nikaia de 4 mètres de haut.

### Ecce Homo
En novembre 1985, Volti fait un accident vasculaire cérébral dans son atelier du XIVème arrondissement de Paris. Il en garde des séquelles : hémiplégique du côté gauche, il ne peut plus sculpter ni marcher. « Dépassant sa souffrance physique, Volti plongea alors complètement dans un univers spirituel, celui qui l’avait accompagné  toute sa vie, mais de façon plus discrète.»
Il dessine sans relâche au pastel gras, à la craie ou au feutre sur des grandes feuilles blanches. Mélangés aux influences des objets de sa vie quotidienne, des thèmes récurrents se détachent des « dessins nouveaux ": Les masques, le Christ, les autoportraits, les tentations, les femmes, la captivité. Il appela cette période de création ultime, son dernier souffle, Ecce Homo :« Voici l’Homme ».
Le 14 décembre 1989, il décède à Paris à l’hôpital Broussais des suite d’une nouvelle attaque. Le 19 décembre il sera inhumé au cimetière de Villefranche sur mer, port méditerranéen si cher à son coeur.

### Expositions posthumes
En 1996 une importante retrospective des oeuvres de Volti est organisée au Palais Bénédictine à Fécamp.
En 1998, l’aéroport de Roissy accueille pour plusieurs mois une exposition de sculptures monumentales et, en 1999, à Belle Île-en-Mer une exposition importante dans la citadelle de Palais construite par Vauban.
En 2014, dans le cadre du cinquantenaire des relations diplomatiques entre la France et la Chine une exposition de prestige : VOLTI, Architecte de la sensualité, parrainé par le ministère des affaires étrangères, reçoit le label « France-Chine 50 ». Cette exposition itinérante des œuvres de Volti se déplace dans cinq villes majeures de Chine : Beijin, Musée des Arts du monde.Tianjin, Musée des Beaux Arts. Chengdu, Musée de la province du Sichuan. Wuhan, Musée de la ville de Wuhan. Shanghai, China Art Museum. entre mai 2014 et juillet 2015. A l’issue de cette exposition rétrospective, la sculpture Composition entre dans la collection permanente du musée China Art Museum à Shanghai.
En 2021, une exposition de sculptures monumentales est organisée dans les rues de Villafranca di Vérone en Italie.

### 1915-2015 Centenaire Volti, retour de Chine
La Fondation-Musée Volti, les villes de Villefranche sur mer et de Cap d’Ail dans les Alpes- Maritimes accueillent dans leurs murs l’exposition : VOLTI, Architecte de la sensualité. Cette exposition est scindée entre les deux villes, et devient : « 1915-2015 centenaire Volti, retour de Chine ». En parallèle, les deux villes organisent tout au long de l’année 2015 des événements variés autour de l’artiste.

## Œuvre
Ses oeuvres sont conservées dans des collections publiques, et intégrées à des collections privées comme celle d’Alain Delon qui comptait deux Muses de Volti et Rêverie en bronze.
De son vivant il participe à de nombreux salons et expositions dans des galeries nationales et internationales dont en Suisse, au Canada et au japon.

### Quelques œuvres
- Harmonie, sculpture monumentale en bronze, Paris, carrefour des Arts-et-Métiers
- Mélancolie, sculpture monumentale, Rêverie ou Femme de Tours (1964)
- Déesse aux fruits d’or en pierre à Menton
- Intimité en bronze au Musée des Beaux arts d'Albi
- La Sagesse en cuivre martelé de 4 mètres de haut à Angers.
- La Terre, sculpture monumentale en pierre à Rosny-sous-bois.
- Maternité en bronze, et Sagesse en cuivre martelé de 4 mètres de haut dans le jardin Aimé Césaire à Tremblay en France.
- Méditerranée en bronze devant la mairie de Villefranche sur mer.
- Nikaïa, sculpture monumentale en cuivre martelé à Nice.
- Pensive, sculpture monumentale en pierre au Parc Floral d’Orléans.
- Rêverie ou Femme de Tours en bronze à l’entrée de la citadelle de Villefranche sur mer et à L’ile-rousse en Corse.
- Saint-Michel, sculpture monumentale en cuivre martelé de 6 mètres de haut sur le port de Menton.
- Souvenir, Maternité assise et Taureau, sculpture monumentale en bronze dans le parcours de sculpture du Carla-Bayle en Ariège.
- Trois Grâces en pierre, jardin Albert premier à Nice.

## Élèves
- Alain Bonnefoit (né en 1937), de 1961 à 1962.
- Diem Phung Thi